# Bengt Bengtsson (1829–1896)
Bengt Bengtsson ( i riksdagen kallad Bengtsson i Boberg), född den 8 mars 1829 i Skrea socken i Hallands län, död där den 28 mars 1896, var en svensk lantbrukare och politiker.
Bengt Bengtsson var hemmansägare i Boberg i Skrea församling och ledamot av andra kammaren i Sveriges riksdag.